# The Hunting of the Snark

Die von Henry Holiday gestaltete Vorderseite des Bucheinbands

The Hunting of the Snark (An Agony in Eight Fits) (engl. für „Die Jagd auf den Snark – eine Agonie in acht Anfällen“ oder „– eine Agonie in acht Abschnitten“) ist eine Nonsensballade von Charles Lutwidge Dodgson (1832–1898), besser bekannt als Lewis Carroll, Autor von Alice im Wunderland. Die in Versform verfasste Ballade wurde 1876 mit neun Illustrationen (und zwei Illustrationen auf den Buchdeckeln) von Henry Holiday erstveröffentlicht.

## Inhalt

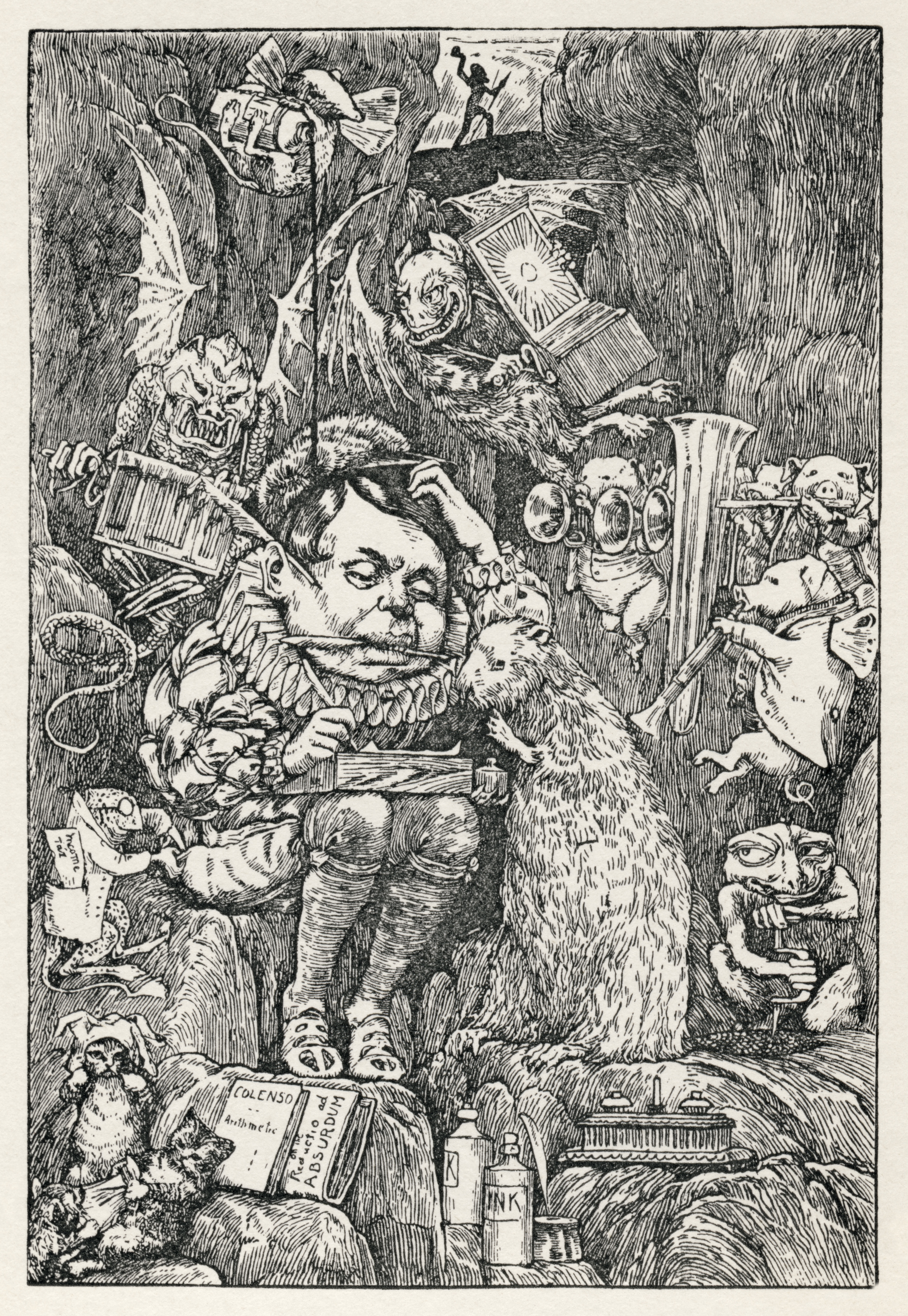
Der Metzger gibt dem Biber Unterricht im Rechnen (Illustration von Henry Holiday)

Das Gedicht ist eine Ballade über eine seltsame Jagd-Expedition, die sich mit Sorgfalt, Hoffnung und einer völlig leeren Meereskarte aufmacht, ein mysteriöses Wesen namens Snark zu fangen. Was genau sie mit dem Snark anfangen wollen, bleibt offen, doch werden einige Eigenschaften aufgezählt. So ist er hilfreich beim Anzünden von Lichtern, hat die Gewohnheit, erst am Nachmittag aufzustehen, versteht keinen Scherz und liebt Badekarren.
Im Verlauf des Textes werden die Jagdabenteuer einzelner Teilnehmer der Expedition beschrieben, wobei der Snark in allerlei Rollen und Situationen auftaucht und dabei nicht nur erschreckend, zerstörerisch oder selbstherrlich auftritt, sondern auch als ein in seiner gewöhnlichen Form harmloses Wesen dargestellt wird, das man mit nach Hause bringen kann.
Die Besatzung wird vom Bellman (Ausrufer) mit seiner Glocke geleitet. Sie besteht aus acht Vertretern unterschiedlichster Berufe: einem Metzger, einem Stiefelputzer, einem Haubenmacher, einem Anwalt, einem Billardmarkeur (Punktezähler beim Billard), einem Bankier, einem Börsenhändler sowie einem Bäcker. Alle diese haben gemeinsam, dass ihre Berufsbezeichnungen (im englischen Original) mit dem Buchstaben B beginnen. Das gilt auch für den Biber, der als zehnte Figur das einzige Tier in der Jagdgesellschaft ist. Auch er spielt eine menschliche Rolle, er spricht und klöppelt Spitzen.
Eine der Figuren (Der Bäcker) hatte an dem Tag, als das Schiff der Jagdgesellschaft in See stach, die Warnung empfangen, dass manche Snarks Boojums sind, und wer das Pech hat, ein Boojum zu treffen, der wird sofort „sachte und plötzlich“ verschwinden. Genau dieses Pech hat der Bäcker am Ende der Ballade, denn der von ihm schließlich gefundene Snark war ein Boojum.

## Struktur
Der Text ist in ein Vorwort und acht Kapitel unterteilt, im englischen Original „Fit“ genannt.
Dabei ist der englische Untertitel An Agony in Eight Fits mehrdeutig: „Fit“ bedeutet im Englischen sowohl „passend, sich gut fühlen“, als auch „krampfartiger oder lähmender Anfall“ als auch im altertümlichen Sprachgebrauch „Canto“, also ein Abschnitt eines Gedichts. Die einzelnen Kapitel tragen die Bezeichnungen Fit the First bis Fit the Eighth. In ihren Übersetzungen des Gedichts von Lewis Carroll wählten Michael Ende, Klaus Reichert und Oliver Sturm für „Fit“ den Begriff „Krampf“.
- Im Vorwort weist der Autor darauf hin, dass ein Vorwurf, er habe Unsinn geschrieben, nur auf der Zeile „Zuweilen verhaken sich Bugspriet und Ruder“ beruhen könne. Er sei jedoch der Tat, Unsinn zu schreiben, nicht fähig. Er wolle aber auf den „moralischen Zweck“ des Gedichtes, seiner „arithmetische Prinzipien“ und die „ehrenhafte Unterweisungen in Naturgeschichte“ nicht gesondert hinweisen. Von der Jagdgesellschaft werden im Vorwort nur der Bellman und der Boots erwähnt. In einer Fußnote zum Vorwort weist Carroll darauf hin, dass der Boots üblicherweise die Rolle des Steuermanns übernimmt. Im letzten Drittel des Vorwortes wird der Begriff des „Portmanteau-Wortes“ erläutert.
- Das erste Kapitel beschreibt die Landung der Expedition an einem fremden, unbenannten Strand. Die Mitglieder der Jagdgesellschaft werden vorgestellt. Dabei ist mit 32 Zeilen die Beschreibung des Bäckers am ausführlichsten.
- Im zweiten Kapitel hält der Bellman eine Rede mit einer recht kryptischen Beschreibung des Snark.
- Das dritte Kapitel handelt von der erschreckenden Vorgeschichte des Bäckers und der Warnung vor dem Boojum.
- Im vierten Kapitel wird nach einer Motivationsrede des Bellman die eigentliche Jagd vorbereitet.
- Das fünfte Kapitel beschreibt, wie der Schlächter (der eine Biberfellmütze trägt und nur Biber schlachten kann) und der Biber zu Freunden werden.
- Im sechsten Kapitel träumt der Anwalt von einem skurrilen Gerichtsprozess, in dem der Snark als Verteidiger und Richter auftritt.
- Das siebte Kapitel handelt vom Unglück des Bankiers.
- Im achten Kapitel findet der Bäcker einen Snark und verschwindet, weil es ein Boojum war.

## Die Jagdgesellschaft
Mit der Ausnahme des Boots werden alle Figuren in den Illustrationen von Henry Holiday gezeigt:
| Bellman (Ausrufer)               | Boots (Stiefelputzer) | Bonnet Maker (Haubenmacher) | Barrister (Anwalt) | Broker (Börsenhändler) |
| Billiard-Marker (Billardmarkeur) | Banker (Bankier)      | Butcher (Metzger)           | Baker (Bäcker)     | Beaver (Biber)         |

Es gibt eine Vielzahl anderer Künstler, die Illustrationen zu Carrolls Ballade mit Darstellungen der Mitglieder der Jagdgesellschaft angefertigt haben, darunter Max Ernst und Tove Jansson.

## Interpretation

Henry Holidays Illustration (in der ersten Ausgabe 1876) zum letzten Kapitel „Fit the Eight – The Vanishing“. Graveur: Joseph Swain.

Seit 1962 gibt es eine Ausgabe mit Vorwort und umfangreichen Anmerkungen von Martin Gardner, der auch schon Carrolls ungleich berühmtere Erzählungen um Alice im Wunderland aufgearbeitet hat. Gardner verweist in seinen Anmerkungen zur Ballade darauf, dass Carroll selbst gesagt habe, dass der Snark ein Kofferwort sei, in dem Snail (Schnecke) und Shark (Hai) zusammengefasst werde. Weiterhin führt Gardner einen Hinweis an, dass auch Snake (Schlange) in dem Wort enthalten sein könne. In einer Fundstelle, in der das Wort „snarking“ im Jahr 1866 verwendet wird, beschreibt das Wort ein Geräusch.
Zum Verständnis der „schwierigen Worte“ im Text rät Carroll selbst im Vorwort der Ballade, sich an Humpty Dumptys „Theorie“ für solche Worte zu halten: Zwei Bedeutungen sind in ein Wort gepackt. Carroll schrieb zu den diversen Deutungsversuchen des Snark 1897, ein Jahr vor seinem Tod, (sinngemäß übersetzt) in einem Brief, dass Snark nur die Bedeutung Boojum habe:
„Um deine Frage, ‚Was meintest du, dass der Snark sei?‘ zu beantworten: Du kannst deiner Freundin ausrichten, dass ich lediglich meinte, der Snark sei ein Boojum […]. Soweit ich mich erinnern kann, hatte ich wirklich keine andere Bedeutung im Sinn, als ich dies schrieb; aber die Leute haben seither versucht, irgendwelche Bedeutungen darin zu finden. Diejenige, die ich am liebsten mag (und welche wohl, so denke ich, teilweise auch meine eigene ist) ist jene, dass es als eine Allegorie für das Streben nach Glück aufgefasst werden kann.“
In seinen Studien zum literarischen Unsinn bezweifelt Klaus Reichert die Ernsthaftigkeit solcher Aussagen Carrolls. Reichert vermutet, dass Carroll sich mit solchen „Finten“ gegenüber Erklärungsversuchen nur „dumm stellt“. Oliver Sturm interpretiert Carrolls Bemerkung, dass ihm die letzte Zeile der Ballade während eines schönen Sommertages auf einem Spaziergang plötzlich eingefallen sei, als eine „Leimrute für Kritiker“.
Henry Holiday verstand Carrolls Ballade nicht als Nonsense, sondern als eine „Tragödie“. Auf einem Brief, den er von Carroll erhalten hatte, hinterließ Holiday die Anmerkung: „L.C. hat vergessen, dass 'der Snark' eine Tragödie ist.“
Holiday zeigt einen vermummten Snark in seiner Illustration zum Fit the Sixth. Dort erscheint der Snark dem Anwalt im Traum. Eine Veröffentlichung der Abbildung eines Snarks in Frontansicht, die Holiday für das letzte Kapitel The Vanishing vorschlug, lehnte Carroll ab.
Es wird vermutet, dass Lewis Carroll im Text Bezug zu Thomas Cranmers Zweiundvierzig Artikeln (1552) nimmt, mit einem Schwerpunkt auf den letzten Artikel zur ewigen Verdammnis, der in die späteren Neununddreißig Artikel (1571) der Anglikanischen Kirche nicht übernommen wurde. Außerdem gibt es in Henry Holidays Illustration zum achten und letzten Kapitel eine bildliche Allusion zur Verbrennung Thomas Cranmers auf dem Scheiterhaufen im Jahr 1556.

## Die Ballade im deutschsprachigen Raum
Im englischen Sprachraum legendär, ist das Gedicht im deutschsprachigen Raum kaum bekannt. Es gibt jedoch mehrere deutsche Übersetzungen der „Agonie in acht Krämpfen“, darunter Die Jagd nach dem Schnark von Klaus Reichert (Insel-Bücherei 934), die Reclam-Ausgabe Die Jagd nach dem Schnatz von Oliver Sturm und Die Jagd nach dem Schlarg von Michael Ende. Zu dem gleichnamigen Singspiel von Wilfried Hiller schrieb Michael Ende auch das Libretto.

## Einfluss der Ballade
Der Begriff wird unter anderem in der Graphentheorie und der Physik als Bezeichnung verwendet und taucht auch in der Romanversion von Star Trek II: Der Zorn des Khan auf, in der zwei Wissenschaftler ihre Entdeckungen als Snarks und Boojums bezeichnen. Im englischsprachigen Raum wird gelegentlich auf die Ballade Bezug genommen. So wird ein Teil der Bellman’s Speech zitiert, in der der Anführer der Jagdgesellschaft definiert, dass wahr sei, was er dreimal sage. In seiner Entscheidung vom 20. Juni 2008 über ein Militärtribunal-Verfahren in Guantanamo schreibt ein amerikanisches Bundesgericht: „We are not persuaded. Lewis Carroll notwithstanding, the fact that the government has ‘said it thrice’ does not make an allegation true“, und bezieht sich damit auf Fit the First.
In der Musik wurde der Snark in etlichen Varianten für die Bühne und als Musical bzw. Konzeptalbum adaptiert, z. B. von Mike Batt. Batt arbeitete ab 1986 am Thema, was ab 1987 zu konzertanten Aufführungen und 1991 zu einer Bühnenschau führte.
Eine Komposition zum Snark selbst ist Arne Nordheims Return of the Snark (1987) für Posaune und Tonband. Auf Nordheims Komposition baute „The Hunting of the Snark“ des Jazz-Kollektivs NYNDK (2009) auf. Als Jazz-Gesang gibt es auch alle acht Kapitel des Snark auf einer CD der Jazz/Soul-Sängerin Bajka Pluwatsch (2010).
In der Rundfunk-Version seines Romans Per Anhalter durch die Galaxis wählte Douglas Adams eine Durchnummerierung der „Fits“, wie sie auch in Carrolls Ballade zu finden ist. Im Roman von Douglas spielt ebenfalls die Zahl 42 eine wichtige Rolle. Martin Gardner weist darauf hin, dass diese Zahl für Carroll „irgendeine Art von spezieller Bedeutung“ habe: Carroll verwendete die Zahl 42 als zufällig ausgesucht erscheinend in Alice, in Phantasmagoria und im Snark, dort gleich in zwei verschiedenen Kontexten.
Im Computerspiel Half-Life kommt eine etwa faustgroße, an einen Nashornkäfer erinnernde Kreatur vor, die Snark heißt. Ebenfalls als Computerspiel im Steampunk-Stil gibt es eine (bisher) dreiteilige Spielserie des russischen Entwickler Alawar, die „Snark Buster“ heißt. Hier erhält der jeweilige Protagonist eine Einladung für die Jagd nach dem Snark.
In der ersten Folge der sechsten Staffel der englischen Krimiserie Lewis spielen eine wertvolle Ausgabe eines Buches von Caroll über den Snark und die Jagd nach dem Snark eine bedeutende Rolle.
1907 startet Jack London eine (nie beendete) Weltreise mit einem eigens dafür gebauten Boot, dem er den Namen Snark gibt. Der Reisebericht wurde 1911 unter dem Titel The Cruise of The Snark veröffentlicht (The Project Gutenberg eBook of The Cruise of the Snark, by Jack London).

## Illustrationen
Im Buch befinden sich neun Illustrationen von Henry Holiday. Auf der Seekarte des Bellman findet sich keine Signatur Henry Holidays.

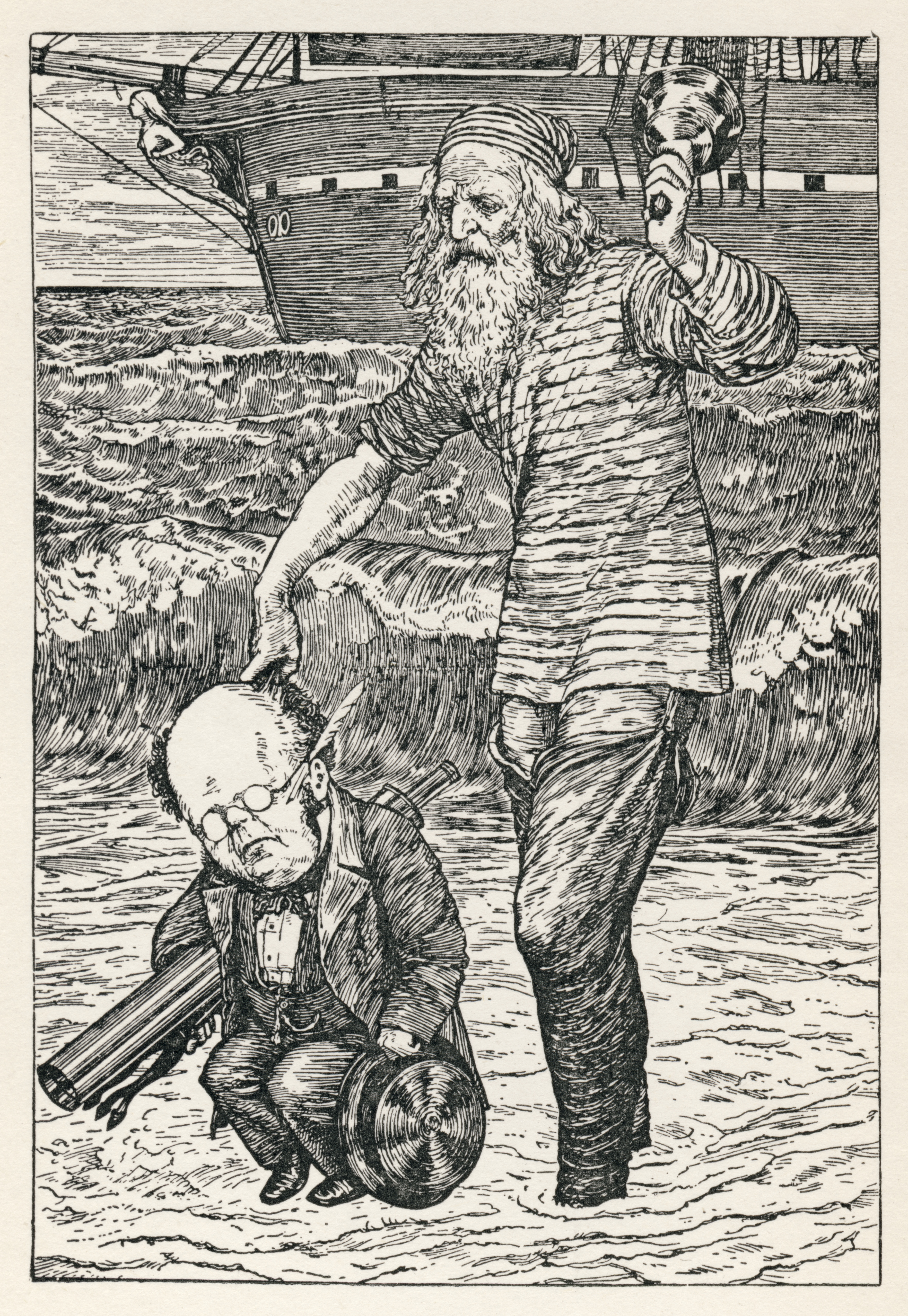
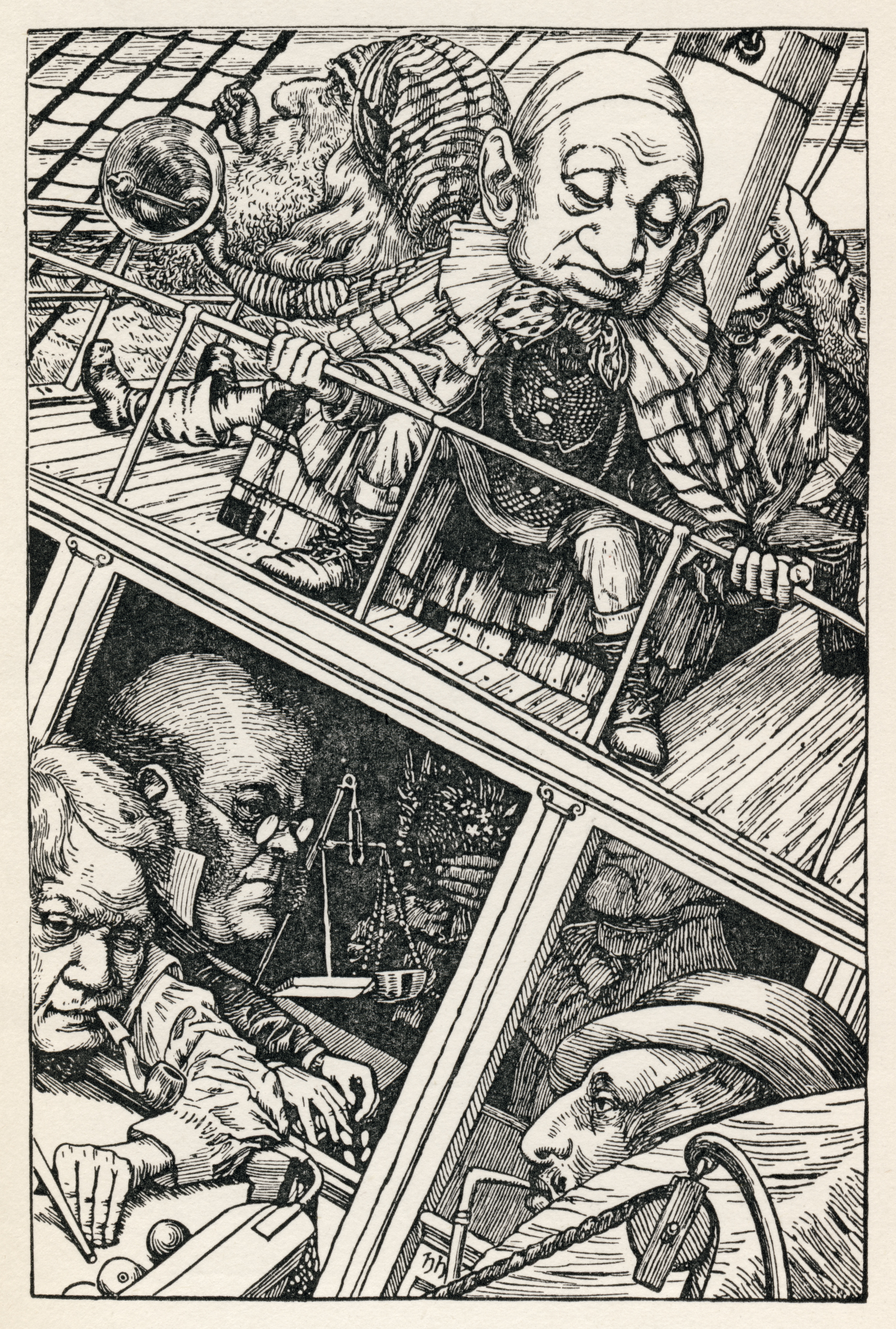
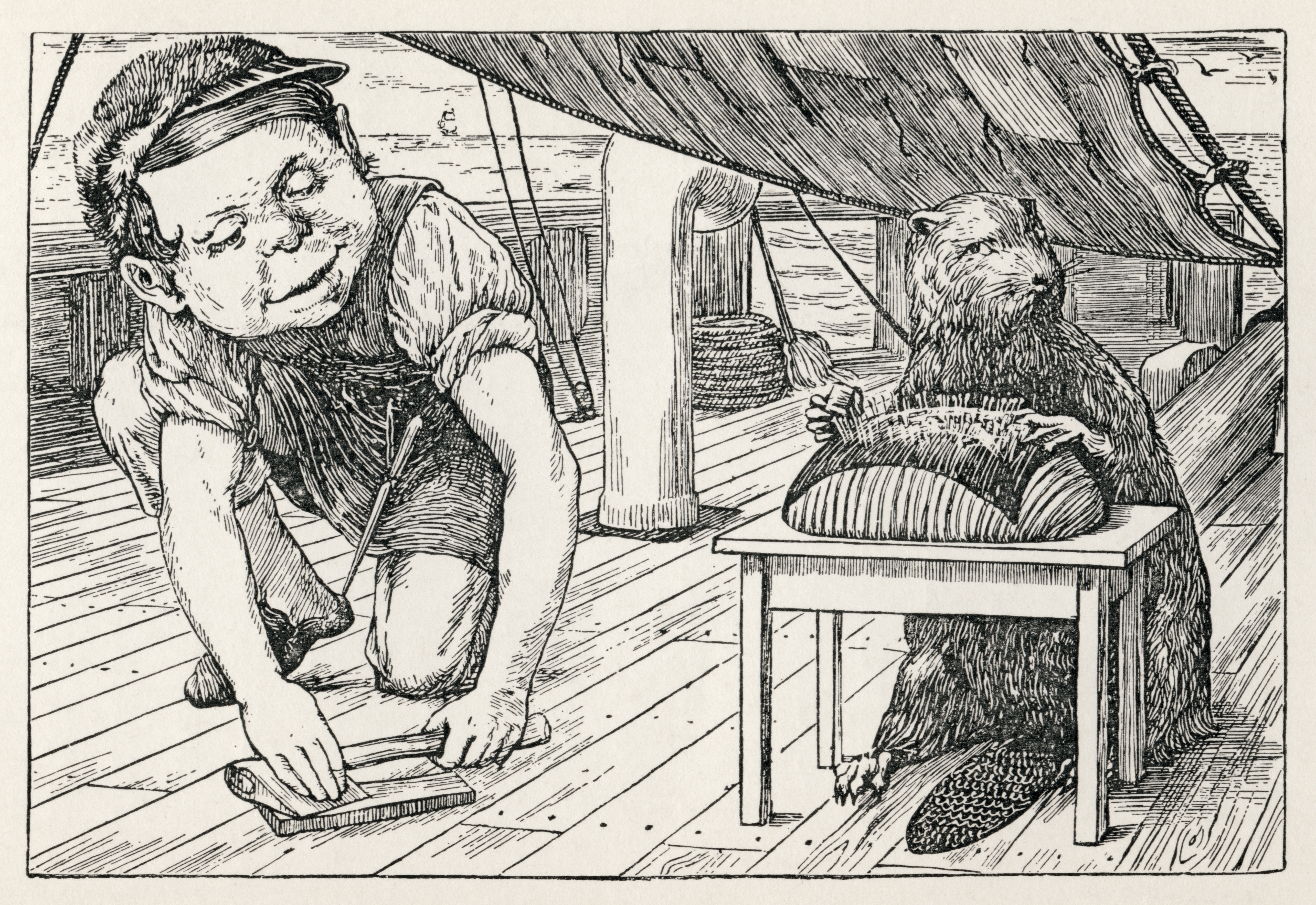
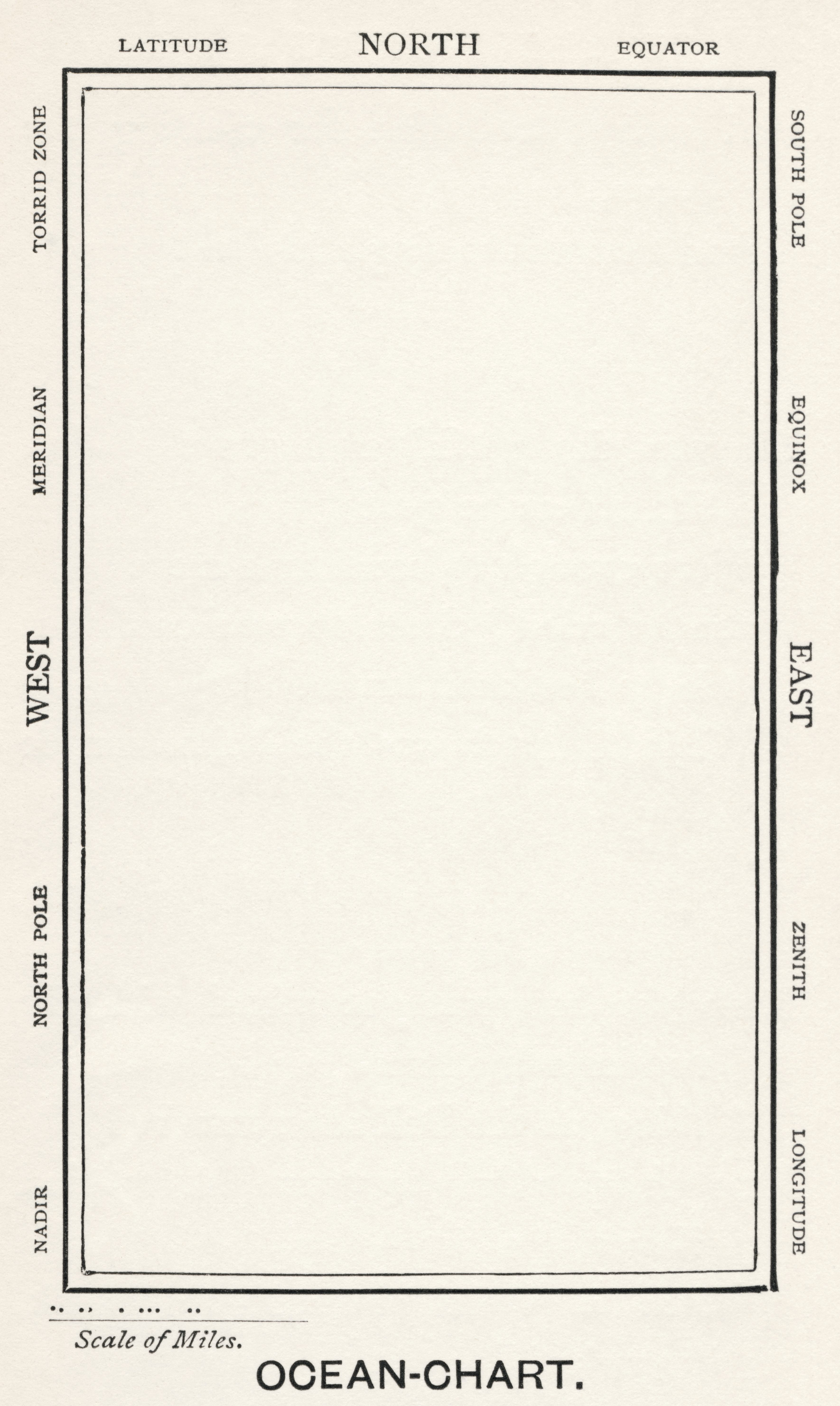
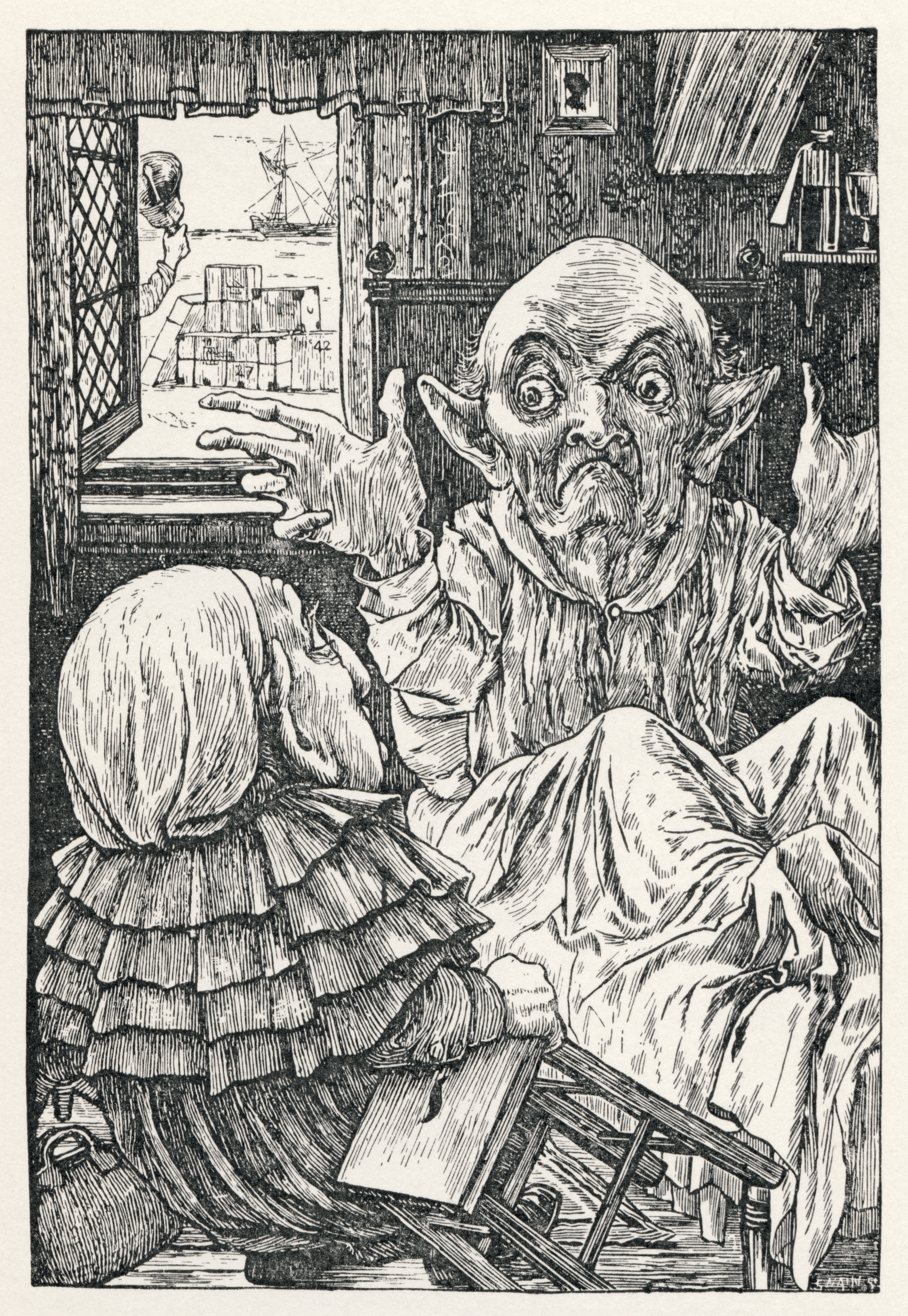
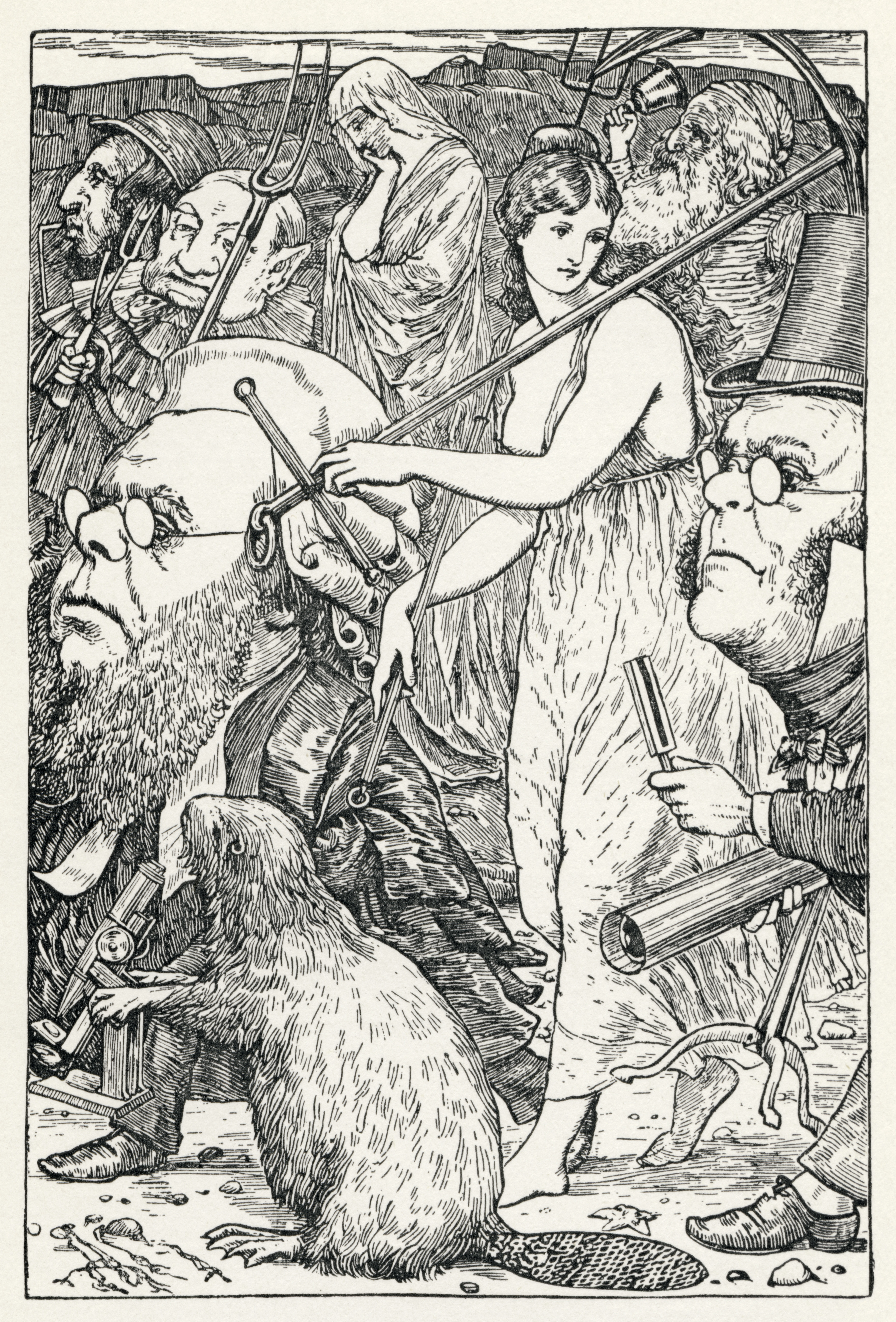
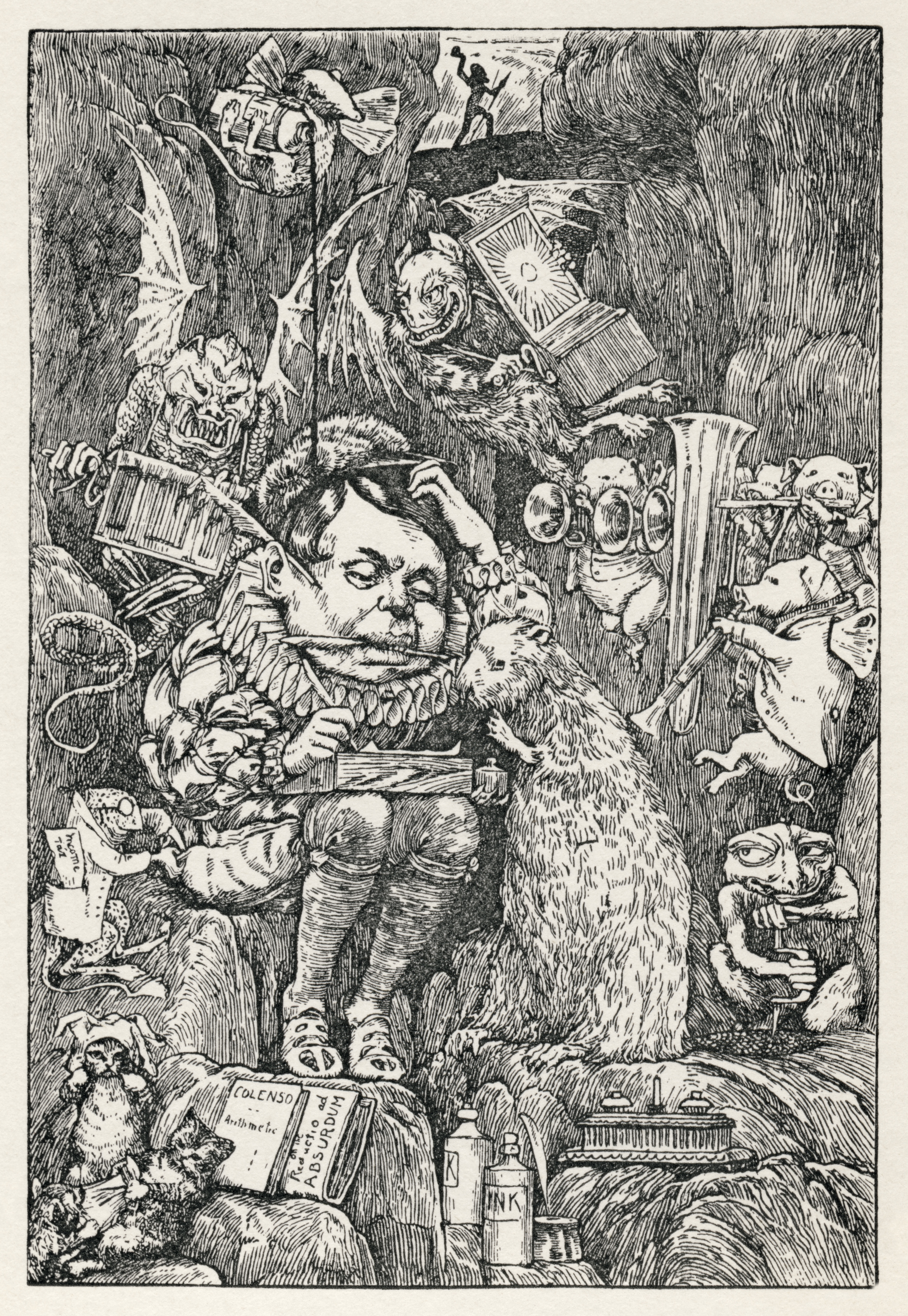
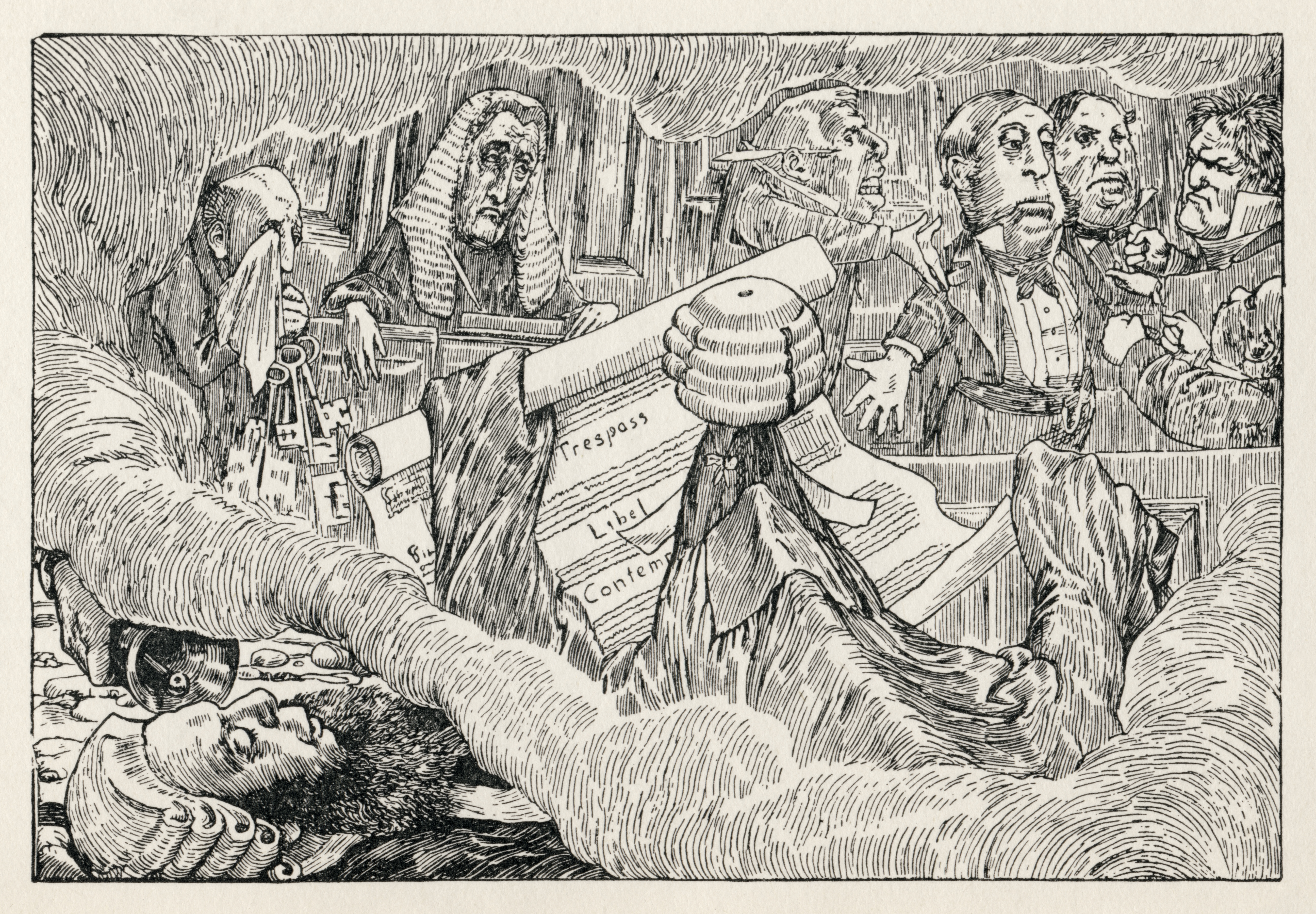
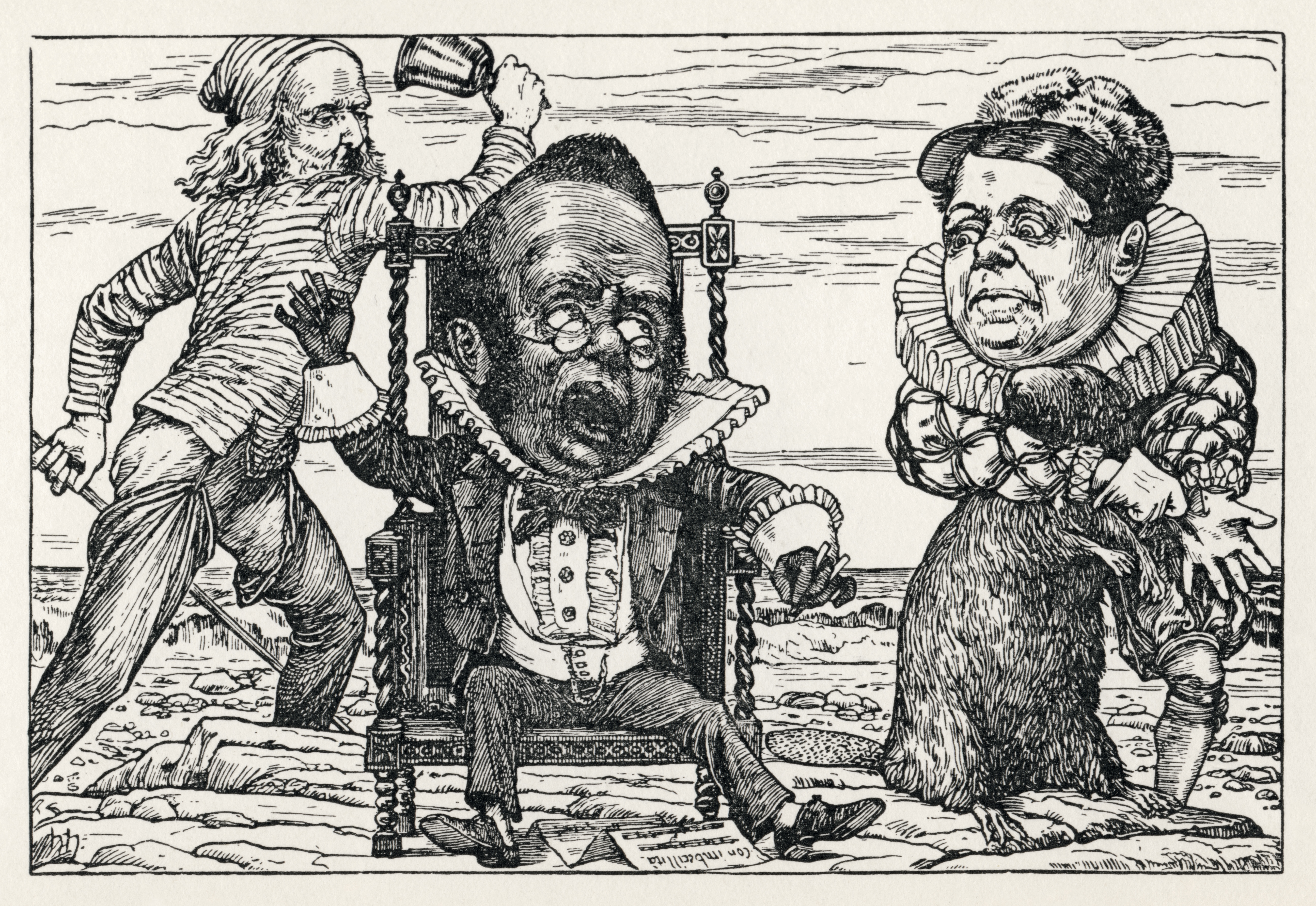
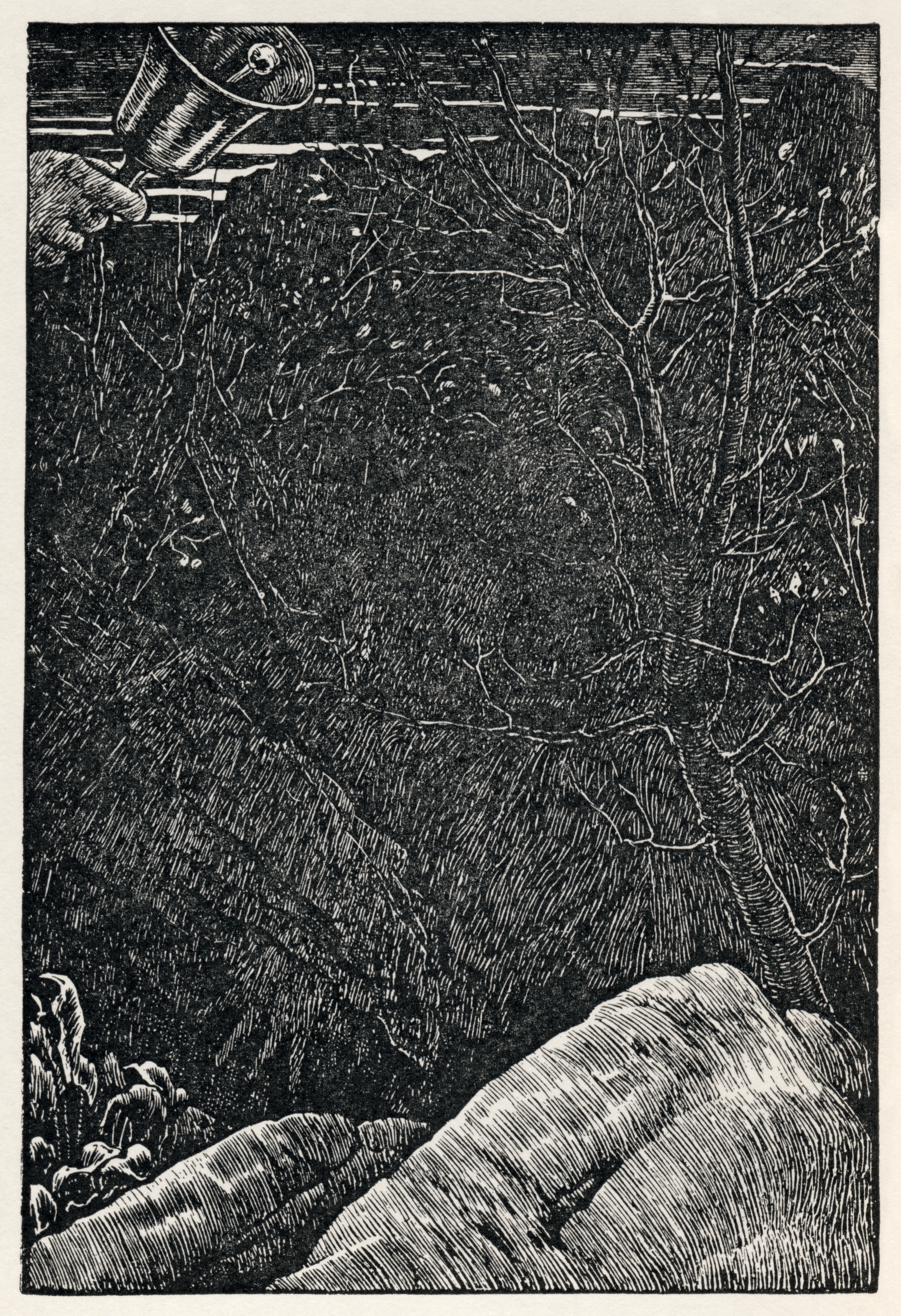

## Einzelnachweise

Die von Henry Holiday gestaltete Rückseite des Bucheinbands